# Agyrta monoplaga
Agyrta monoplaga là một loài bướm đêm thuộc phân họ Arctiinae, họ Erebidae.